# Street Customs
Street Customs, conhecido no Brasil simplesmente por West Coast Customs, é um programa de televisão produzido pela Pilgrim Films & Television Inc para o Discovery Channel. Atualmente é exibido pelos canais de televisão por assinatura Discovery Channel e Discovery Turbo. 

## Sinopse
A série mostra o dia-a-dia da empresa de customização de carros West Coast Customs, sediada na cidade de Burbank, Califórnia, empresa criada por Ryan Friedlinghaus.

## Episódios
| Temporada | Temporada | Episódios | Primeiro episódio      | Último episódio        | Ref.  |
| --------- | --------- | --------- | ---------------------- | ---------------------- | ----- |
|           | 1         | 6         | 11 de outubro de 2007  | 15 de novembro de 2007 | [ 1 ] |
|           | 2         | 8         | 5 de fevereiro de 2009 | 26 de março de 2009    | [ 2 ] |
|           | 3         | 4         | 14 de maio de 2009     | 4 de junho de 2009     | [ 3 ] |